# Selskab med begrænset ansvar
Selskab med begrænset ansvar (s.m.b.a., men forkortelserne S.M.B.A. og SMBA ses også) er en erhvervsvirksomhed, hvor ejernes økonomiske ansvar over for tredjemand er begrænset til de foretagne indskud.
Fra starten af 2014 godkender Erhvervsstyrelsen ikke længere registrering af nye s.m.b.a. virksomheder.  
Såvel aktieselskaber, anpartsselskaber og kommanditselskaber er selskaber med begrænset ansvar, men selskabsformen findes også i sin mindre regulerede form s.m.b.a., der bl.a. benyttes af boligselskaber og holdingselskaber. Der gælder visse regler for s.m.b.a. selskabsformen, bl.a. at der skal være mindst to ejere, der er revisionspligt når selskabet når en vis størrelse, og vedtægterne for et s.m.b.a. må ikke ligne aktieselskabs- eller anpartsselskabsvedtægter for meget.
Muligheden for at fravælge revision indebærer, at der kan spares omkostninger.